# Vaály Ilona
Vaály Ilona, Venetianer (Csurgó, 1894. március 28. – Budapest, 1964. június 24.) magyar színésznő.

## Életútja
Apja dr. Venetianer Lajos újpesti főrabbi volt, édesanyja Ehrenfeld Regina. Tanítónőnek készült, a Zeneakadémiát és titokban Rákosi Szidi színésziskoláját látogatta. Először a Colosseumban lépett fel 1921-ben Törzs Jenő igazgatása alatt, majd a Scalához szerződött. A Tündérek cselédje volt az első szerepe. A Próbaházasság, Fifi, Árvácska ismertté tették nevét. 1923-ban a Blaha Lujza Színház tagja lett, ennek megszűntekor, 1925-től 1932-ig a Király Színház egyik primadonnája volt. 1935 és 1941 között Olaszországban, Spanyolországban és Abesszíniában lépett fel. 1954-től 1956-ig Kecskeméten játszott. Német, francia, angol és olasz nyelven beszélt.
Sírja a Kozma utcai izraelita temetőben található. 

### Magánélete
1929. november 6-án Budapesten, a Terézvárosban házasságot kötött Kertész Dezső színésszel, Kertész Gábor és Kelemen Ida fiával.

## Fontosabb szerepei
- Kálmán Imre: Marica grófnő – Liza
- Zerkovitz Béla: A legkisebbik Horváth lány – Bözsi
- Ábrahám Pál: Viktória – Ach Wong
- ifj. Johann Strauss: A cigánybáró – Polgármesterné
- Huszka Jenő: Gül Baba – Zulejka
- Szirmai Albert: Mágnás Miska – Korláthy grófnő
- Zouzou (Gyere be, rózsám)
- Denise (Dé-Dé)
- Sárika (Árvácska)
- Kitty (Kitty és Kati)
- Máthé Bözsi (A pesti lány)
- Marianne (Szép asszony kocsisa)
- Koháry Käthe (A királyné rózsája)
- Máli (Éjjel az erdőn)
- Eliz (A fekete huszár)
- Lizike (Régi jó Budapest)
- Ciprián (A feleségem babája)
- Souzy (Mersz-e, Mary)
- Liesel (Repülj, Fecském!)
- Balogh Zsuzsika (Aranyhattyú)
- Eliza hercegnő (Chopin)
- Rose-Marie (címszerep)
- Kitty Brown (Puszipajtás)
- Patrícia (Diákszerelem)